# Supercopa femenina de Argentina 2015
La Supercopa femenina de Argentina 2015 fue la primera edición de dicha competición oficial, organizada por la Asociación del Fútbol Argentino. Dio comienzo el 17 de octubre de 2015 y cuenta con la participación de todos los equipos que disputaban los torneos de Primera División y algunos de la Segunda División.
Se consagró campeón el Club Atlético Boca Juniors, siendo así el primer campeón del certamen.

## Equipos participantes

### Primera División
| Boca Juniors | Estudiantes (LP) | Huracán     | Independiente | Platense                    |
| Puerto Nuevo | River Plate      | San Lorenzo | UAI Urquiza   | Universidad de Buenos Aires |

### Segunda División
| Defensores del Chaco | Defensores Unidos           | Liniers          | Luján |
| Nueva Chicago        | Sociedad Hebraica Argentina | Villa San Carlos |       |

### Distribución geográfica de los equipos
| Región                    | Equipos |
| ------------------------- | ------- |
| Buenos Aires              | 7       |
| Provincia de Buenos Aires | 10      |
| Total                     | 17      |

## Cuadro
| Eliminación preliminar |   |
| 17 de octubre          |   |
| Sociedad Hebraica      | 0 |
| Villa San Carlos       | 1 |

|  | Octavos de final                        | Octavos de final  | Octavos de final                        |                  |                                         | Cuartos de final | Cuartos de final | Cuartos de final |  |                                         | Semifinales  | Semifinales | Semifinales |  |                                      | Final        | Final | Final |  |
|  |                                         |                   |                                         |                  |                                         |                  |                  |                  |  |                                         |              |             |             |  |                                      |              |       |       |  |
|  |                                         |                   |                                         |                  |                                         |                  |                  |                  |  |                                         |              |             |             |  |                                      |              |       |       |  |
|  | Bandera de la Provincia de Buenos Aires | Puerto Nuevo      | 0                                       |                  |                                         |                  |                  |                  |  |                                         |              |             |             |  |                                      |              |       |       |  |
|  | Bandera de la Provincia de Buenos Aires | Puerto Nuevo      | 0                                       |                  |                                         |                  |                  |                  |  |                                         |              |             |             |  |                                      |              |       |       |  |
|  | Bandera de la Ciudad de Buenos Aires    | Huracán           | 2                                       |                  |                                         |                  |                  |                  |  |                                         |              |             |             |  |                                      |              |       |       |  |
|  | Bandera de la Ciudad de Buenos Aires    | Huracán           | 2                                       |                  | Bandera de la Ciudad de Buenos Aires    | Huracán          | 2                |                  |  |                                         |              |             |             |  |                                      |              |       |       |  |
|  |                                         |                   |                                         |                  | Bandera de la Ciudad de Buenos Aires    | Huracán          | 2                |                  |  |                                         |              |             |             |  |                                      |              |       |       |  |
|  |                                         |                   | Bandera de la Ciudad de Buenos Aires    | Boca Juniors     | 8                                       |                  |                  |                  |  |                                         |              |             |             |  |                                      |              |       |       |  |
|  | Bandera de la Provincia de Buenos Aires | Luján             | Bandera de la Ciudad de Buenos Aires    | Boca Juniors     | 8                                       | 2                |                  |                  |  |                                         |              |             |             |  |                                      |              |       |       |  |
|  | Bandera de la Provincia de Buenos Aires | Luján             |                                         |                  |                                         |                  |                  |                  |  |                                         |              |             |             |  |                                      |              |       |       |  |
|  | Bandera de la Ciudad de Buenos Aires    | Boca Juniors      | 7                                       |                  |                                         |                  |                  |                  |  |                                         |              |             |             |  |                                      |              |       |       |  |
|  | Bandera de la Ciudad de Buenos Aires    | Boca Juniors      | 7                                       |                  |                                         |                  |                  |                  |  | Bandera de la Ciudad de Buenos Aires    | Boca Juniors | 4           |             |  |                                      |              |       |       |  |
|  |                                         |                   |                                         |                  |                                         |                  |                  |                  |  | Bandera de la Ciudad de Buenos Aires    | Boca Juniors | 4           |             |  |                                      |              |       |       |  |
|  |                                         |                   | Bandera de la Provincia de Buenos Aires | Villa San Carlos | 0                                       |                  |                  |                  |  |                                         |              |             |             |  |                                      |              |       |       |  |
|  | Bandera de la Provincia de Buenos Aires | Defensores Unidos | Bandera de la Provincia de Buenos Aires | Villa San Carlos | 0                                       | 1                |                  |                  |  |                                         |              |             |             |  |                                      |              |       |       |  |
|  | Bandera de la Provincia de Buenos Aires | Defensores Unidos |                                         |                  |                                         |                  |                  |                  |  |                                         |              |             |             |  |                                      |              |       |       |  |
|  | Bandera de la Provincia de Buenos Aires | Villa San Carlos  | 5                                       |                  |                                         |                  |                  |                  |  |                                         |              |             |             |  |                                      |              |       |       |  |
|  | Bandera de la Provincia de Buenos Aires | Villa San Carlos  | 5                                       |                  | Bandera de la Provincia de Buenos Aires | Villa San Carlos | 8                |                  |  |                                         |              |             |             |  |                                      |              |       |       |  |
|  |                                         |                   |                                         |                  | Bandera de la Provincia de Buenos Aires | Villa San Carlos | 8                |                  |  |                                         |              |             |             |  |                                      |              |       |       |  |
|  |                                         |                   | Bandera de la Ciudad de Buenos Aires    | Nueva Chicago    | 1                                       |                  |                  |                  |  |                                         |              |             |             |  |                                      |              |       |       |  |
|  | Bandera de la Ciudad de Buenos Aires    | Nueva Chicago     | Bandera de la Ciudad de Buenos Aires    | Nueva Chicago    | 1                                       | -                |                  |                  |  |                                         |              |             |             |  |                                      |              |       |       |  |
|  | Bandera de la Ciudad de Buenos Aires    | Nueva Chicago     |                                         |                  |                                         |                  |                  |                  |  |                                         |              |             |             |  |                                      |              |       |       |  |
|  | Bandera de la Provincia de Buenos Aires | UAI Urquiza       | -                                       |                  |                                         |                  |                  |                  |  |                                         |              |             |             |  |                                      |              |       |       |  |
|  | Bandera de la Provincia de Buenos Aires | UAI Urquiza       | -                                       |                  |                                         |                  |                  |                  |  |                                         |              |             |             |  | Bandera de la Ciudad de Buenos Aires | Boca Juniors | 2     |       |  |
|  |                                         |                   |                                         |                  |                                         |                  |                  |                  |  |                                         |              |             |             |  | Bandera de la Ciudad de Buenos Aires | Boca Juniors | 2     |       |  |
|  |                                         |                   | Bandera de la Ciudad de Buenos Aires    | San Lorenzo      | 1                                       |                  |                  |                  |  |                                         |              |             |             |  |                                      |              |       |       |  |
|  | Bandera de la Provincia de Buenos Aires | Platense          | Bandera de la Ciudad de Buenos Aires    | San Lorenzo      | 1                                       | 1 (4)            |                  |                  |  |                                         |              |             |             |  |                                      |              |       |       |  |
|  | Bandera de la Provincia de Buenos Aires | Platense          |                                         |                  |                                         |                  |                  |                  |  |                                         |              |             |             |  |                                      |              |       |       |  |
|  | Bandera de la Provincia de Buenos Aires | Independiente     | 1 (1)                                   |                  |                                         |                  |                  |                  |  |                                         |              |             |             |  |                                      |              |       |       |  |
|  | Bandera de la Provincia de Buenos Aires | Independiente     | 1 (1)                                   |                  | Bandera de la Provincia de Buenos Aires | Platense         | 4                |                  |  |                                         |              |             |             |  |                                      |              |       |       |  |
|  |                                         |                   |                                         |                  | Bandera de la Provincia de Buenos Aires | Platense         | 4                |                  |  |                                         |              |             |             |  |                                      |              |       |       |  |
|  |                                         |                   | Bandera de la Provincia de Buenos Aires | Estudiantes (LP) | 3                                       |                  |                  |                  |  |                                         |              |             |             |  |                                      |              |       |       |  |
|  | Bandera de la Provincia de Buenos Aires | Estudiantes (LP)  | Bandera de la Provincia de Buenos Aires | Estudiantes (LP) | 3                                       | 2                |                  |                  |  |                                         |              |             |             |  |                                      |              |       |       |  |
|  | Bandera de la Provincia de Buenos Aires | Estudiantes (LP)  |                                         |                  |                                         |                  |                  |                  |  |                                         |              |             |             |  |                                      |              |       |       |  |
|  | Bandera de la Ciudad de Buenos Aires    | UBA               | 0                                       |                  |                                         |                  |                  |                  |  |                                         |              |             |             |  |                                      |              |       |       |  |
|  | Bandera de la Ciudad de Buenos Aires    | UBA               | 0                                       |                  |                                         |                  |                  |                  |  | Bandera de la Provincia de Buenos Aires | Platense     | 1           |             |  |                                      |              |       |       |  |
|  |                                         |                   |                                         |                  |                                         |                  |                  |                  |  | Bandera de la Provincia de Buenos Aires | Platense     | 1           |             |  |                                      |              |       |       |  |
|  |                                         |                   | Bandera de la Ciudad de Buenos Aires    | San Lorenzo      | 3                                       |                  |                  |                  |  |                                         |              |             |             |  |                                      |              |       |       |  |
|  | Bandera de la Ciudad de Buenos Aires    | River Plate       | Bandera de la Ciudad de Buenos Aires    | San Lorenzo      | 3                                       | 15               |                  |                  |  |                                         |              |             |             |  |                                      |              |       |       |  |
|  | Bandera de la Ciudad de Buenos Aires    | River Plate       |                                         |                  |                                         |                  |                  |                  |  |                                         |              |             |             |  |                                      |              |       |       |  |
|  | Bandera de la Ciudad de Buenos Aires    | Liniers           | 0                                       |                  |                                         |                  |                  |                  |  |                                         |              |             |             |  |                                      |              |       |       |  |
|  | Bandera de la Ciudad de Buenos Aires    | Liniers           | 0                                       |                  | Bandera de la Ciudad de Buenos Aires    | River Plate      | 0 (3)            |                  |  |                                         |              |             |             |  |                                      |              |       |       |  |
|  |                                         |                   |                                         |                  | Bandera de la Ciudad de Buenos Aires    | River Plate      | 0 (3)            |                  |  |                                         |              |             |             |  |                                      |              |       |       |  |
|  |                                         |                   | Bandera de la Ciudad de Buenos Aires    | San Lorenzo      | 0 (4)                                   |                  |                  |                  |  |                                         |              |             |             |  |                                      |              |       |       |  |
|  | Bandera de la Ciudad de Buenos Aires    | San Lorenzo       | Bandera de la Ciudad de Buenos Aires    | San Lorenzo      | 0 (4)                                   | 7                |                  |                  |  |                                         |              |             |             |  |                                      |              |       |       |  |
|  | Bandera de la Ciudad de Buenos Aires    | San Lorenzo       |                                         |                  |                                         |                  |                  |                  |  |                                         |              |             |             |  |                                      |              |       |       |  |
|  | Bandera de la Provincia de Buenos Aires | Def. del Chaco    | 0                                       |                  |                                         |                  |                  |                  |  |                                         |              |             |             |  |                                      |              |       |       |  |
|  | Bandera de la Provincia de Buenos Aires | Def. del Chaco    | 0                                       |                  |                                         |                  |                  |                  |  |                                         |              |             |             |  |                                      |              |       |       |  |
|  |                                         |                   |                                         |                  |                                         |                  |                  |                  |  |                                         |              |             |             |  |                                      |              |       |       |  |

### Eliminación preliminar
| 17 de octubre de 2015 | Sociedad Hebraica | 0:1 (0:1) | Villa San Carlos     | Sociedad Hebraica (Predio Pilar), Pilar, Provincia de Buenos Aires |                                      |
|                       |                   | Reporte   | Jaqueline Acosta 21' | Árbitro(s): Lucas Bruner (Argentina)                               | Árbitro(s): Lucas Bruner (Argentina) |

### Octavos de final
| 24 de octubre de 2015 | Puerto Nuevo | 0:2 (0:1) | Huracán | Cancha Auxiliar, Campana, Provincia de Buenos Aires |                   |
|                       |              | Reporte   | ? · ?   | Árbitro(s): ? (?)                                   | Árbitro(s): ? (?) |

| 24 de octubre de 2015 | Luján                                | 2:7 (0:5) | Boca Juniors                                                                                                | Cancha Auxiliar, Luján, Provincia de Buenos Aires |                                          |
|                       | Fiama Silva 50' · Micaela Adorno 90' | Reporte   | Andrea Ojeda 17', 40' · Daiana Olivier 23' · Johanna Galliotti 30', 80' · Yael Oviedo 45' · Rocío Bueno 81' | Árbitro(s): Florencia Romano (Argentina)          | Árbitro(s): Florencia Romano (Argentina) |

| 24 de octubre de 2015 | Defensores Unidos | 1:5 (1:2) | Villa San Carlos                                          | Cancha Auxiliar, Zárate, Provincia de Buenos Aires |                                         |
|                       | Eugenia Gutiérrez | Reporte   | Marilyn Esquivel , · Yanina Reigemborn · Jaqueline Acosta | Árbitro(s): Jonathan De Oto (Argentina)            | Árbitro(s): Jonathan De Oto (Argentina) |

| 24 de octubre de 2015 | Nueva Chicago | Susp.   | UAI Urquiza |  |  |
| |               | Reporte |             |  |  |
| Nueva Chicago clasificó sin jugar debido a que UAI Urquiza se retiró del torneo para participar en la Copa Libertadores Femenina 2015. |               |         |             |  |  |

| 24 de octubre de 2015 | Platense                                                            | 1:1 (1:0) (4:1 p.)         | Independiente                                  | Cancha Auxiliar, Vicente López, Provincia de Buenos Aires |                                            |
|                       | Antonella Perdomo 20'                                               | Reporte                    | Flavia Cavia 87'                               | Árbitro(s): Mariana de Almeida (Argentina)                | Árbitro(s): Mariana de Almeida (Argentina) |
|                       |                                                                     | Tiros desde el punto penal |                                                |                                                           |                                            |
|                       | Antonella Perdomo · Myriam Medina · Camila Leites · Cecilia Acevedo |                            | Sheila Chávez · Flavia Cavia · Daiana Mangafas |                                                           |                                            |

| 24 de octubre de 2015 | Estudiantes (LP)           | 2:0 (1:0) | UBA | Cancha Auxiliar, La Plata, Provincia de Buenos Aires |                                         |
|                       | Carolina Troncoso 18', 50' | Reporte   |     | Árbitro(s): Bettina Cingari (Argentina)              | Árbitro(s): Bettina Cingari (Argentina) |

| 24 de octubre de 2015 | River Plate                                                                  | 15:0 (6:0) | Liniers | Cancha Auxiliar, Buenos Aires |                   |
|                       | Mariana Larroquette , · Sandoval , · Álvarez , · Herrera · Florentín · López | Reporte    |         | Árbitro(s): ? (?)             | Árbitro(s): ? (?) |

| 24 de octubre de 2015 | San Lorenzo                                                                                 | 7:0 (3:0) | Defensores del Chaco | Cancha Auxiliar, Buenos Aires |                   |
|                       | Eliana Medina · Florencia Quiñones , · Alejandra Giménez , · Laila Espamer · Magali Benítez | Reporte   |                      | Árbitro(s): ? (?)             | Árbitro(s): ? (?) |

### Cuartos de final
| 31 de octubre de 2015 | Huracán                                   | 2:8 (2:3) | Boca Juniors                                                                                              | La Quemita, Buenos Aires              |                                       |
|                       | Silvana Peralta 5' · Johanna Chamorro 20' | Reporte   | Andrea Ojeda 3', 77' · Yael Oviedo 8', 65' · Ruth Bravo 16' · Fabiana Vallejos 54' · Rocío Bueno 60', 75' | Árbitro(s): Agustín Knoth (Argentina) | Árbitro(s): Agustín Knoth (Argentina) |

| 31 de octubre de 2015 | Villa San Carlos                                                                                     | 8:1 (5:0) | Nueva Chicago     | Cancha Auxiliar, Berisso, Provincia de Buenos Aires |                                      |
|                       | Priscila Carreño 1', 65' · Marilyn Esquivel 5', 11', 43', 68' · Micaela Díaz 20' · Agustina Doré 90' | Reporte   | Juana Macoski 71' | Árbitro(s): Franco Asita (Argentina)                | Árbitro(s): Franco Asita (Argentina) |

| 31 de octubre de 2015 | Platense                             | 4:3 (2:3) | Estudiantes (LP)                                                      | Cancha Auxiliar, Vicente López, Provincia de Buenos Aires |                                          |
|                       | Antonella Perdomo 27', 45', 44', 45' | Reporte   | Evangelina Alfano 10' · Roxana Vallejos 15' · Soledad Guarrochena 41' | Árbitro(s): Florencia Romano (Argentina)                  | Árbitro(s): Florencia Romano (Argentina) |

| 31 de octubre de 2015 | River Plate                                                                              | 0:0 (3 - 4 p.)             | San Lorenzo                                                           | Cancha Auxiliar, Buenos Aires          |                                        |
|                       |                                                                                          | Reporte                    |                                                                       | Árbitro(s): Estela Álvarez (Argentina) | Árbitro(s): Estela Álvarez (Argentina) |
|                       |                                                                                          | Tiros desde el punto penal |                                                                       |                                        |                                        |
|                       | Melina Moreno · Sofía Florentín · Mercedes Pereyra · Justina Morcillo · Micaela Sandoval |                            | Noelia Espíndola · Florencia Quiñones · Camila Roma · Lourdes Lezcano |                                        |                                        |

### Semifinales
| 5 de noviembre de 2015 | Boca Juniors                                  | 4:0 (3:0) | Villa San Carlos | La Candela, Buenos Aires |                   |
|                        | Yael Oviedo 12', 24', 59' · Yesica Arrien 31' |           |                  | Árbitro(s): ? (?)        | Árbitro(s): ? (?) |

| 5 de noviembre de 2015 | Platense              | 1:3 (0:0) | San Lorenzo                                     | Cancha Auxiliar, Vicente López, Provincia de Buenos Aires |                   |
|                        | Antonella Perdomo 84' |           | Agustina Fernández 67', 79' · Sindy Ramírez 77' | Árbitro(s): ? (?)                                         | Árbitro(s): ? (?) |

### Final
| 7 de noviembre de 2015 | Boca Juniors         | 2:1 (1:1) | San Lorenzo         | Estadio Juan Pasquale, Buenos Aires |                   |
|                        | Yael Oviedo 41', 61' |           | Micaela Cabrera 38' | Árbitro(s): ? (?)                   | Árbitro(s): ? (?) |

| Bandera de la Ciudad de Buenos Aires |
| Campeón Boca Juniors 1.er título     |

## Goleadoras
| Jugador             | Equipo           | Anotado |
| ------------------- | ---------------- | ------- |
| Yael Oviedo         | Boca Juniors     | 8       |
| Marilyn Esquivel    | Villa San Carlos | 7       |
| Mariana Larroquette | River Plate      | 7       |
| Antonella Perdomo   | Platense         | 6       |
| Andrea Ojeda        | Boca Juniors     | 4       |